# Ляккатосё
Ляккатосё (также Ляккатосё, Лёкатосё, Лёкотосё) — река в России, в центральной части Ямальского района Ямало-Ненецкого автономного округа.
Длина реки — 166 км, площадь водосборного бассейна — 5820 км². Среднегодовой расход воды — 45 м³/с, объём годового стока 1,4 км³. Течёт с запада на восток, протекает через озеро Нгарка-Лёкото и впадает в Обскую губу в районе посёлка Яптиксале.
Основные притоки: справа — Сабъяха и Сявтасё (с притоком Ламзентосё).

## Притоки
- 2 км: Таркапензяяха (пр)
- 3 км: Сабъяха (пр)
- 4 км: протока Ерьяха
- 8 км: река без названия
- 30 км: Сямаяха
- 36 км: Сявтасё
- 75 км: река без названия
- 95 км: Сэврисё
- 114 км: река без названия
- 130 км: река без названия